# Challenger de León 2014
El torneo Challenger Ficrea 2014 es un torneo profesional de tenis. Pertenece al ATP Challenger Series 2014. Se disputará su 12.ª edición sobre superficie dura, en León, México entre el 29 de marzo y el 6 de abril de 2014.

## Jugadores participantes del cuadro de individuales

### Cabezas de serie
| Favorito | País                      | Jugador               | Rank1 | Posición en el torneo |
| -------- | ------------------------- | --------------------- | ----- | --------------------- |
| 1        | Bandera de Australia      | Matthew Ebden         | 67    | Segunda ronda         |
| 2/WC     | Bandera de Rusia          | Alex Bogomolov Jr.    | 94    | Segunda ronda         |
| 3        | Bandera de Alemania       | Dustin Brown          | 102   | Segunda ronda         |
| 4        | Bandera de Francia        | Pierre-Hugues Herbert | 135   | Cuartos de final      |
| 5        | Bandera de Estados Unidos | Rajeev Ram            | 141   | CAMPEÓN               |
| 6        | Bandera de Japón          | Yuichi Sugita         | 154   | Cuartos de final      |
| 7        | Bandera de Australia      | Samuel Groth          | 171   | FINAL                 |
| 8        | Bandera de Japón          | Hiroki Moriya         | 172   | Primera ronda         |

| Posición en el torneo   |
| ----------------------- |
| Primera y segunda ronda |
| Cuartos de final        |
| Semifinales             |
| FINAL                   |
| CAMPEÓN                 |

- 1 Se ha tomado en cuenta el ranking del 17 de marzo de 2014.

### Otros participantes
Los siguientes jugadores recibieron una invitación (wild card), por lo tanto ingresan directamente al cuadro principal:
- Alex Bogomolov Jr.
- Mauricio Astorga
- Luis Patiño
- Lucas Gómez

Los siguientes jugadores ingresan al cuadro principal tras disputar el cuadro clasificatorio:
- Daniel Garza
- Kevin King
- Marcus Daniell
- Purav Raja

Los siguientes jugadores ingresan al cuadro principal como perdedores afortunados:
- Richard Gabb

## Jugadores participantes en el cuadro de dobles

### Cabezas de serie
| Favorito | País                 | Jugador           | País                      | Jugador            | Rank1 | Posición en el torneo |
| -------- | -------------------- | ----------------- | ------------------------- | ------------------ | ----- | --------------------- |
| 1        | Bandera de la India  | Purav Raja        | Bandera de la India       | Divij Sharan       | 134   | Primera ronda         |
| 2        | Bandera de Australia | Samuel Groth      | Bandera de Polonia        | Chris Guccione     | 142   | CAMPEONES             |
| 3        | Bandera de Brasil    | Marcelo Demoliner | Bandera de Alemania       | John-Patrick Smith | 173   | Cuartos de final      |
| 4        | Bandera de Alemania  | Dustin Brown      | Bandera de Estados Unidos | Rajeev Ram         | 184   | Cuartos de final      |

- 1 Se ha tomado en cuenta el ranking del 17 de marzo de 2014.

## Campeones

### Individual Masculino
- Rajeev Ram derrotó en la final a  Samuel Groth, 6–2, 6–2

### Dobles Masculino
- Samuel Groth /  Chris Guccione derrotaron en la final a  Marcus Daniell /  Artem Sitak, 6–4, 6–3